# Quiché Airport
Quiché Airport är en flygplats i Guatemala.   Den ligger i departementet Departamento del Quiché, i den sydvästra delen av landet, 80 km nordväst om huvudstaden Guatemala City. Quiché Airport ligger 2 014 meter över havet.
Terrängen runt Quiché Airport är kuperad åt sydost, men åt nordväst är den platt. Runt Quiché Airport är det tätbefolkat, med 331 invånare per kvadratkilometer. Närmaste större samhälle är Chichicastenango, 9,5 km söder om Quiché Airport. I omgivningarna runt Quiché Airport växer huvudsakligen savannskog.